# Gubernia płocka

Herb guberni w latach 1837–1844

Herb guberni w latach 1845–1866

Gubernia płocka (ros. Плоцкая губерния) – gubernia utworzona w 1837 z województwa płockiego, zachowując jego granice i stolicę (Płock) jako miasto gubernialne. 
(W czasie powstania styczniowego Rząd Narodowy dnia 28 marca 1863 r. ogłosił Regulamin władz administracyjnych w byłym Królestwie Kongresowym. Według regulaminu zniesiono podział administracyjny na gubernie, a zamiast tego byłe Królestwo Kongresowe podzielono na osiem województw w granicach z 1816 r. Na terenie guberni płockiej przywrócono województwo płockie.)
Na mocy ustawy o reorganizacji urzędów gubernialnych z 31 grudnia 1866 r. unifikujących administrację w Imperium Rosyjskim, w 1867 roku z obszaru guberni augustowskiej oraz płockiej utworzono nowe gubernie: płocką – mniejszą niż poprzednio, suwalską – głównie z obszarów byłej gub. augustowskiej oraz odnowioną łomżyńską, nawiązującą do departamentu łomżyńskiego Księstwa Warszawskiego.
Słownik geograficzny Królestwa Polskiego w 1887 dzieli gubernię na następujące powiaty (ujezdy):
- Powiat ciechanowski,
- Powiat lipnowski,
- Powiat mławski,
- Powiat płocki,
- Powiat płoński,
- Powiat przasnyski,
- Powiat rypiński,
- Powiat sierpecki